# Sistema Federal de Ensino

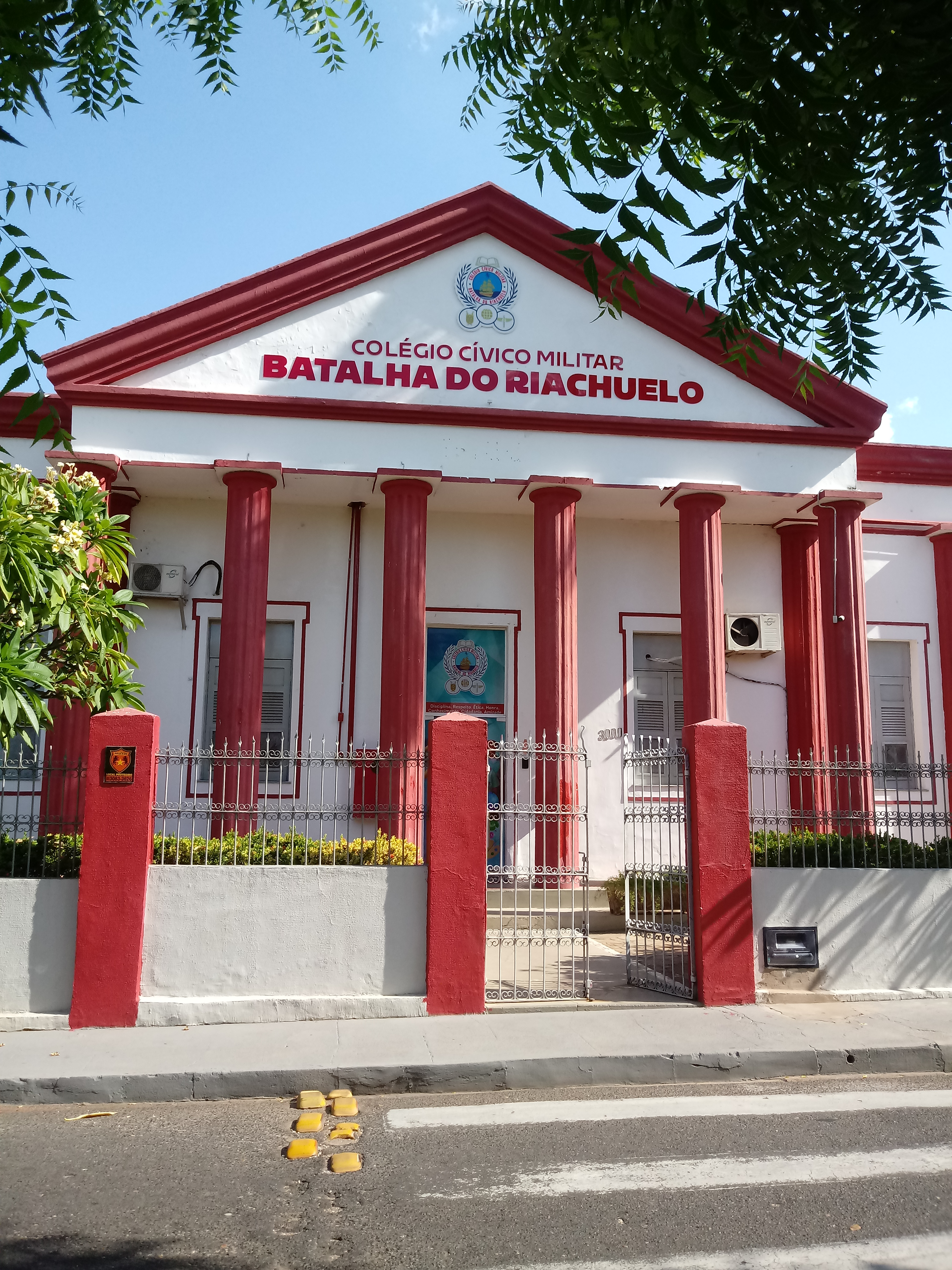
Uma escola brasileira atual.

O Sistema Federal de Ensino compreende as instituições de ensino mantidas pela União, as instituições de educação superior mantidas pela iniciativa privada e os órgãos federais de educação, de acordo com o artigo 16 da Lei nº 9.394, de 20 de dezembro de 1996, que estabelece as diretrizes e bases da educação nacional (LDB).